# Herbert Schildt
Herbert Schildt (* 28. Februar 1951) ist ein amerikanischer Informatiker, Fachbuchautor und Musiker.

## Leben
Herbert Schildt wurde am 28. Februar 1951 geboren. Er studierte an der University of Illinois at Urbana-Champaign und beendete sein Studium mit dem Master.
Eines der am längsten fortgeführten Projekte von Schildt ist der kleine C-Interpreter, ein Rekursiver-Abstieg-Parser für eine Teilmenge von C.
In den Jahren 1969–1978 und 1997–2006 war Schildt Mitglied der Rockband Starcastle und spielte das Keyboard.

## Publikationen
- Professionelles Turbo Pascal, McGraw-Hill, 1987.
- Professionelles C, McGraw-Hill, 1986.
- Modula-2-Einführungskurs, McGraw-Hill, 1987.
- C-Befehlsbibliothek, McGraw-Hill, 1988.
- Professionelles Modula-2, McGraw-Hill, 1988.
- Professionelles Turbo C, McGraw-Hill, 1988.
- Professionelles Turbo Prolog, McGraw-Hill, 1988.
- C kompakt und komplett, McGraw-Hill, 1989.
- Turbo-C-Befehlsbibliothek, McGraw-Hill, 1989.
- C-Programmierung, McGraw-Hill, 1990.
- 111 ganz legale Windows-95-Programmier-Tricks, Sybex, 1992.
- C ent-packt, mitp, 2001.
- C++ ent-packt, mitp, 2001.
- Java 2 ent-packt, mitp, 2001.
- C# IT-Tutorial, mitp, 2002.
- Java 2 IT-Tutorial, mitp, 2002.
- C++ IT-Tutorial, mitp, 2003.
- Java, mitp, 2004.
- Java 2 ge-packt. 2. Auflage. mitp, 2005
- C, C++ ge-packt. 3. Auflage, mitp, 2007.
- C++ - die professionelle Referenz. 2. Auflage. mitp, 2007